# Lutxkí (Vladímir)
|  | Per a altres significats, vegeu «Lutxki». |

Lutxkí (en rus: Лучки) és un poble de l'óblast de Vladímir, a Rússia, segons el cens del 2010 tenia 344 habitants. Pertany al districte municipal de Iúriev-Polski.